# Louis d’or

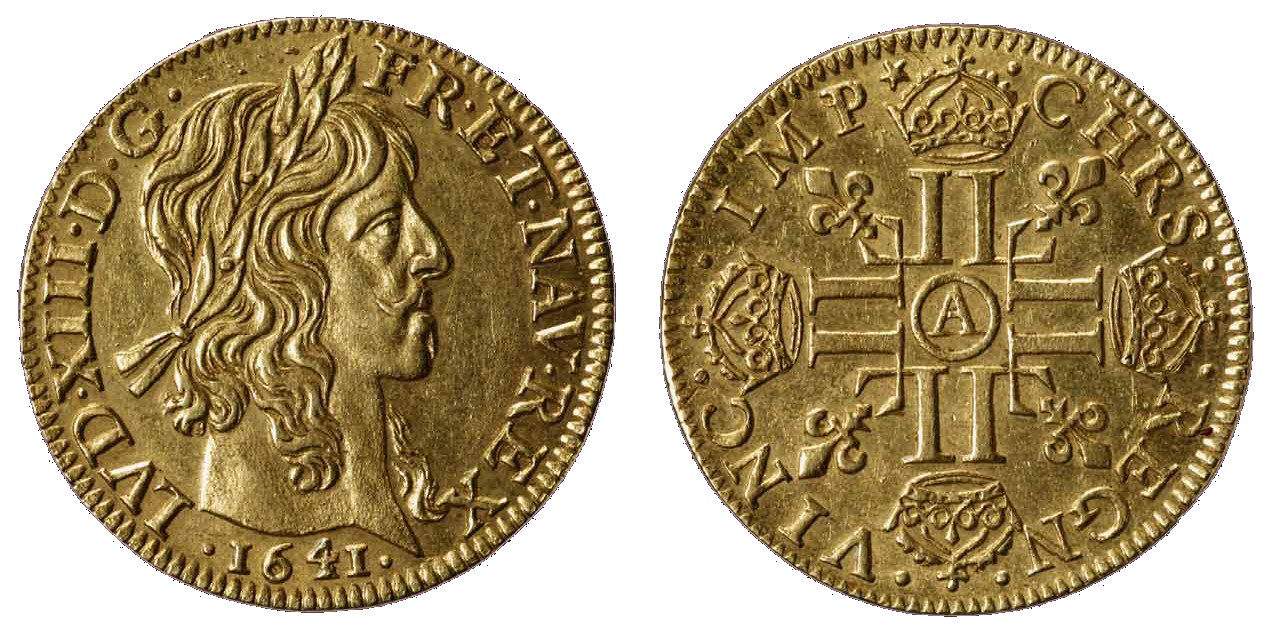
Louis d’or Ludwigs XIII. (1641)

Der Louis d’or (auch Louisd’or oder Louisdor) ist eine französische Goldmünze.

## Geschichte

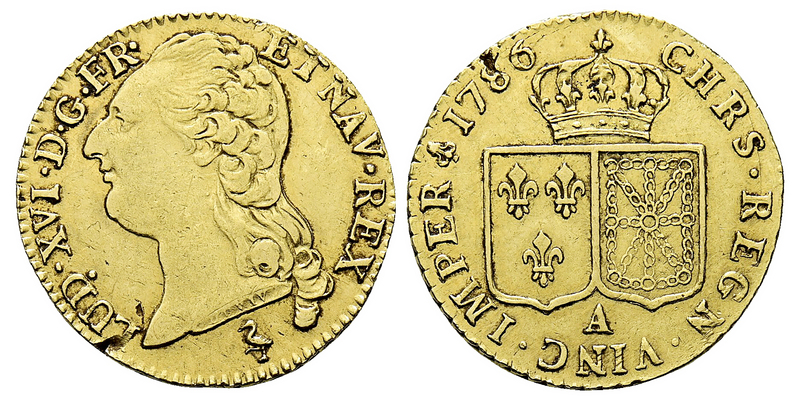
Louis d’or aus dem Jahr 1786

Die Münze wurde bei der großen Münzreform unter Ludwig XIII. 1640–41 eingeführt. Das Gewicht variierte im Lauf der Zeit zwischen 6,7 und 8,1 Gramm. (Etwa das Doppelte eines Dukaten.) Sie wurde aus 22-karätigem Gold geprägt.  Den Louis d’or gab es auch als Teil- oder Mehrfachwerte. Seine Münzvorderseite zeigt das Kopfbild des Königs Ludwig XIII. mit Lorbeerkranz. Daher rührt auch der Name: Louis d’or heißt „Ludwig aus Gold“ und bezieht sich auf das Bildnis des Königs.
Die erste Ausgabe umfasste ½-, 1-, 2-, 4-, 8- und 10-Louis-d’or-Stücke, später wurden nur noch ½-, 1- und 2-Stücke ausgegeben. Mit den Königen wechselten die Köpfe: Ludwig XIV., Ludwig XV. und Ludwig XVI. Unter „Schildlouis d’or“ versteht man eine Form des Louis d’or, die ab der Währungsreform 1725/26 bis zum Jahr 1793, dem letzten Jahr der Revolution, geprägt wurde. 
Die letzten Louis d’or wurden in den Revolutionsjahren 1792 und 1793 geprägt. Ihnen folgten die 20- und 40-Franc-Stücke mit dem Kopfbild des damaligen Ersten Konsuls Napoléon Bonaparte, der sog. Napoléon d’or.

## Nachahmungen
Der Louis d’or hatte einen so großen Einfluss, dass er vielerorts nachgeahmt wurde, so zum Beispiel in Bayern mit dem Max d’or und dem Karl d’or, auch „Karolin“ genannt, in Sachsen mit dem August d’or und Anton d’or und in Preußen mit dem Friedrich d’or.

## Wert
Wie bei allen historischen Währungen ist es auch beim Louis d’or schwierig, einen Gegenwert in modernen Währungen anzugeben, da sich die wirtschaftlichen Verhältnisse allgemein und damit auch das Lohn- und Preisgefüge grundlegend geändert haben. Zur Zeit des Rheinbundes wurde ein Louis d’or mit 5 Talern bzw. 9 Gulden bewertet.
Beruhend auf den obigen Angaben (22 Karat Goldgehalt bei einem Gewicht zwischen 6,7 und 8,1 Gramm) ergibt sich ein reiner Materialwert von ca. 420–500 Euro (Stand Juni 2024). Der Sammlerwert liegt allerdings auch bei den jüngeren Münzen mit hohen Auflagen deutlich über dem Goldwert.

## Umgangssprachlicher Gebrauch
Zeitweise entsprach ein Louis d’or 20 Francs. Daher stammt der bis heute in Spielcasinos gängige Sprachgebrauch, einen Jeton im Wert von zwanzig Währungseinheiten (d. h. im heutigen Deutschland 20 Euro) als „Louis“ zu bezeichnen.